# Björlanda landskommun
Björlanda landskommun var tidigare en kommun i dåvarande Göteborgs och Bohus län.

## Administrativ historik
I Björlanda socken i Västra Hisings härad inrättades, när 1862 års kommunalförordningar trädde i kraft, denna landskommun. Vid 1952 års kommunreform uppgick den i storkommunen Torslanda landskommun, som upphörde med utgången av år 1966 då den inkorporerades i Göteborgs stad som 1971 ombildades till Göteborgs kommun.

## Politik

### Mandatfördelning i Björlanda landskommun 1946
| 7 | 13 |

| 20 |